# Winterův mlýn
Winterův mlýn v Dolních Teplicích u Teplic nad Metují v okrese Náchod je vodní mlýn, který stojí na řece Metuje asi 400 metrů jižně od náměstí v Teplicích nad Metují. Je chráněn jako nemovitá kulturní památka České republiky.

## Historie
Mlýn, původně dřevěný, shořel roku 1854. Ještě téhož roku byl položen základní kámen nového mlýna, jehož stavba majiteli Janu Hamplovi trvala jeden rok. Na místě bývalého dřevěného mlýna nechal v roce 1861 mlynář vztyčit křížek.
V roce 1930 vlastnil mlýn Jan Winter. Po jeho odsunu v roce 1945 byl mlýn dosídlen rodinou mlynáře Jaroslava Bitnara. Roku 1951 byl mlýn konfiskován a až do roku 1990 náležel Státnímu statku.

## Popis
Mlýn má lidově klasicizující výzdobu fasád broumovského typu. Patrové stavení je zděné z kamene a cihel na podezdívce z kamenných kvádrů. Má sedlovou střechu s polovalbami pokrytou eternitem. Okapovou stěnou je situován kolmo ke komunikaci, náhon vede podél štítové stěny mezi stavením a silnicí.
Vnitřní dispozice mlýna je třídílná a v obytné části dvoutraktová. Obytné místnosti se nacházejí v pravé části přízemí i patra, v levé je mlýnice. Segmentově zaklenutá síň uprostřed přízemí je předělena původními kazetovými, částečně prosklenými dveřmi.
V přední části síně mají vstupy do obytných místností a mlýnice pískovcové hranolové profilované ostění a kazetové dveře. Podlahu pokrývá kopie původní keramické dlažby.
Voda na vodní kolo vedla náhonem. V roce 1930 měl mlýn jedno kolo na svrchní vodu (zaniklo; hltnost 0,211 m³/s, spád 2,65 m, výkon 4,85 HP). Dochovaly se francouzský a pískovcový mlecí kámen a také provoz pily.